# Almolonga, Guatemala
Almolonga är en kommunhuvudort i Guatemala.   Den ligger i departementet Departamento de Quetzaltenango, i den sydvästra delen av landet, 110 km väster om huvudstaden Guatemala City. Almolonga ligger 2 329 meter över havet och antalet invånare är 11 913.
Terrängen runt Almolonga är varierad. Runt Almolonga är det ganska tätbefolkat, med 155 invånare per kvadratkilometer. Närmaste större samhälle är Quetzaltenango, 2,8 km nordväst om Almolonga. I omgivningarna runt Almolonga växer i huvudsak blandskog.